# Per H. Hansen
Per H. Hansen (født 13. oktober 1957) er en dansk professor der forsker i økonomisk historie med fokus på banksektoren og den danske møbeldesignindustri. Han er professor ved Institut for Ledelse, Politik og Filosofi ved Copenhagen Business School.
Hansen er cand. og dr. phil. fra Syddansk Universitet og dr.merc fra Copenhagen Business School.